# Al-Karak
Al-Karak, detta anche Karak o Kerak (in arabo الكرك‎?) è una città della Giordania nota soprattutto per il celebre castello crociato. È capitale del Governatorato di al-Karak. Il nome deriva dall'aramaico kharka, città. È conosciuta anche col nome di Crac di Moab.

## Posizione geografica
Al-Karak, un tempo parte del Regno di Gerusalemme, sorge a sud di Amman, sull'antica Via Regia. La città è dominata dall'imponente fortezza dei crociati, situata al sommo di una collina a circa 950 metri sopra il livello del mare e circondata su tre lati da una valle. Da queste alture è possibile ammirare una splendida vista sul Mar Morto.

## Storia
Il primo centro abitato di al-Karak risale almeno all'Età del Ferro. Intorno al 900 a.C. divenne capitale del regno dei Moabiti, che la chiamarono Qir-Moab. È citata anche nella Bibbia col nome di Qer Harreseth, città assoggettata all'Impero assiro. Nei Libri dei Re (16:9) e nel Libro di Amos (1:5, 9:7) è menzionata come il luogo dove giunsero i Siriani prima di stabilirsi nella regione a nord della Palestina, ed è anche il luogo dove Tiglath-Pileser inviò i prigionieri dopo la conquista di Damasco.

al-Karak cadde poi sotto il dominio dei Nabatei e fu conquistata dai Romani nel 105 d.C. Nel tardo periodo ellenistico, divenne un'importante città, nota col nome di Kharkha.

Durante la dominazione bizantina fu eretta a vescovato – sotto la sua giurisdizione ecclesiastica cadde la Chiesa di Nazaret – e rimase prevalentemente cristiana anche dopo l'avvento degli Arabi.
I momenti di maggiore importanza per la città di al-Karak coincidono con il periodo delle Crociate e quello della dinastia ayyubide, durante i quali furono erette le più significative opere architettoniche tuttora esistenti.
La tribù dei Banū Ghassān (poi diventata dinastia filo-bizantina nella Celesiria) si pensa fosse originaria dell'area di al-Karak.
Il gioco da tavolo le Catacombe di Karak è ispirato al castello.

## Cucina
Al-Karak è riconosciuta come patria del mansaf, piatto nazionale giordano.

## Amministrazione

### Gemellaggi
- Birmingham, Stati Uniti d'America